# Norman Cohn
Pour les articles homonymes, voir Cohn.
Norman Rufus Colin Cohn (né le 12 janvier 1915 à Londres, Royaume-Uni et mort le 31 juillet 2007) est un historien britannique. Il est professeur émérite Astor-Wolfson (Astor-Wolfson Professor of History) à l'université du Sussex où il a dirigé pendant plusieurs années un projet de recherche international sur le génocide.

## Biographie
Né dans une famille juive à Londres, il fait ses études à la Gresham's School et au college Christ Church d'Oxford. Il obtient son doctorat (Ph.D.) à l'université de Glasgow. Très tôt, il commence à enseigner et traduit des légendes sibériennes d'Anton Schefner qu'il publie en 1936. Durant la Seconde Guerre mondiale, il rejoint les rangs de l'armée britannique.
En 1957, il se fait connaître par la publication de Pursuit of the Millenium, un ouvrage de référence sur l'histoire du millénarisme qui est réédité et augmenté plusieurs fois.
De 1960 à 1963, il est professeur de français à l'université de Durham ; de 1966 à 1973, il est professeur titulaire à l'université de Sussex et de 1974 à 1980, il est professeur d'histoire, titulaire de la chaire Astor-Wolfson. Il a travaillé à un projet de recherche intitulé "Past Futures : A History of Expectation in the Western World" au Netherlands Institute for Advanced Studiy in the humanities and Social Science (NIAS) (1er septembre 1975 - 31 juillet 1976).
En 1967, il publie un ouvrage important sur les Protocoles des Sages de Sion qui retrace la genèse de ce faux pamphlet antisémite et en analyse les plagiats d'un texte méconnu de Maurice Joly. Cohn a pris part à diverses campagnes de dénonciation de mythes et de canulars historiques, ou sur la sorcellerie médiévale, en particulier contre Margaret Murray. Il a contribué à la fondation du Center for Genocide Studies à l'université Concordia de Montréal (Québec, Canada).
Il assure divers postes universitaires avant sa nomination à l'université de Sussex en 1963. Ses travaux se rapprochent de ceux de Léon Poliakov qui a travaillé avec lui au Colombus Center, un centre de recherche interdisciplinaire sur les persécutions et les exterminations. En 1978, il a été élu membre de l'Académie britannique (British Academy). Ses travaux se résument à trois principaux ouvrages (The Pursuit of the Millennium, 1957 ; Warrant for genocide. The myth of the Jewish world-conspiracy and the Protocols of the elders of the Zion, 1967 ; Europe's inner demons : an enquiry inspired by the great witch-hunt, 1975) remaniés et augmenté à plusieurs reprises.

## Publications

### Études historiques
- (en) The Pursuit of the Millennium, Fairlawn, N.J., Essential Books Inc., 1957 ; 2e éd. The pursuit of the millennium : revolutionary messianism in medieval and Reformation Europe and its bearing on modern totalitarian movements, New York, Harper, « Harper Torchbooks », 1961 ; 3e éd. revue et augmentée The pursuit of the millennium : revolutionary millenarians and mystical anarchists of the Middle Ages, Londres, Maurice Temple Smith Ltd., 1970 ; Londres, Paladin, 1970 ; New York, Oxford University Press, 1970 ;rééd. augmentée Oxford University Press, 1992  (ISBN 0195004566) ; Londres, Pimlico, 1993  (ISBN 0712656642)
  - trad. (fr), Les fanatiques de l'Apocalypse. Courants millénaristes révolutionnaires du XIe au XVIe siècle, avec une postface sur le XXe siècle, traduit de l'anglais par Simone Clémendot avec la collaboration de Michel Fuchs et Paul Rosenberg, Paris, Julliard, « Dossiers des lettres nouvelles », [1962] ; revue et augmentée, Les Fanatiques de l'Apocalypse : millénaristes révolutionnaires et anarchistes mystiques au Moyen Âge, traduction revue par l'auteur et complétée par Maurice Angeno, Paris, Payot, « Bibliothèque historique », 1983  (ISBN 2228132101) ;
- (en) The world-view of a thirteenth-century Parisian intellectual : Jean De Meun and the Roman de la rose, Inaugural lecture of the Professor of French delivered in the chemistry lecture theatre on 11 October 1960, Newcastle upon Tyne, University of Durham, 1961.
- (en) Warrant for genocide. The myth of the Jewish world-conspiracy and the Protocols of the elders of the Zion, Londres, Eyre & Spottiswoode, 1967 ; New York, Harper & Row [1967] ; rééd. Londres, Serif, 1996  (ISBN 1897959257) ;
  - trad. (fr) Histoire d'un mythe. La « conspiration » juive et les protocoles des sages de Sion, traduction de Léon Poliakov, Paris, Gallimard, coll. « La suite des temps », 307 p., 1967 ; rééd. « Folio Histoire », 44, Gallimard, 302 p., 1992  (ISBN 9782070326921) ; rééd. Les Belles Lettres, coll. Le goût de l'Histoire, 32, Paris, 394 p., 2024  (ISBN 978-2251456423)
- (en) Europe's inner demons : an enquiry inspired by the great witch-hunt, Londres-Chatto, Heinemann for Sussex University Press, « Columbus Centre series, studies in the dynamics of persecution and extermination », 1975 ; New York, Basic Books, [1975] ; New York, New American Library, « Meridian book », 1975 et 1977 ; rééd. revue et augmentée : Europe's inner demons : the demonization of Christians in medieval Christendom, Londres, Pimlico, 1993.  (ISBN 0712657576) ; rééd. revue et augmentée Europe's Inner Demons : The Demonization of Christians in Medieval Christendom, University Of Chicago Press, 2001  (ISBN 0226113078)
  - trad. (fr) Démonolâtrie et sorcellerie au Moyen Âge : fantasmes et réalités, traduction de Sylvie Laroche et Maurice Angeno, Paris, Payot, « Bibliothèque historique », 1982 ;
- (fr) « Les Protocoles et les Dialogues », dans Maurice Joly, Dialogue aux enfers entre Machiavel et Montesquieu, suivi de « Polémique autour d'un plagiat. Un méconnu, Maurice Joly », de Henri Rollin, Paris, Allia, 1987.
- (en) Norman Cohn, Cosmos, chaos, and the world to come : the ancient roots of apocalyptic faith, New Haven, Yale University Press, 1993 (réimpr. 2001) (ISBN 0-300-05598-6)
  - trad. Norman Cohn (trad. Gilles Tordjman), Cosmos, chaos et le monde qui vient : du mythe du combat à l'eschatologie, Paris, Editions Allia, 2000, 375 p. (ISBN 2-84485-045-6, lire en ligne)
- (en) Norman Cohn, Noah's flood : the Genesis story in Western thought, New Haven, Yale University Press, 1996, 154 p. (ISBN 0-300-06823-9)

### Articles, liste non exhaustive
- (en) « The Saint-Simonian Portent », dans The Twentieth Century, vol. 152, juillet 1952.
- (en) « The Saint-Simonian Extravaganza », dans The Twentieth Century vol. 154, juillet 1953.
- (en) « The Magus of the North », dans The Twentieth Century, vol. 153, janvier 1953.
- (en) Adamo: the Distinguished Savage", dans The Twentieth Century vol. 155, janvier 1954.
- (en) « The Horns of Moses », dans Commentary, vol. 3, septembre 1958.
- (fr) « Permanence de Millénarismes », dans Le Contrat Social : revue historique et critique des faits et des idées, vol. 6, no. 5, septembre 1962.
- (en) « The Myth of the Jewish World Conspiracy : A Case Study in Collective Psychopathology », dans Commentary, vol. 41, no. 6, juin 1966.
- (en) « Monsters of Chaos », dans Horizon : Magazine of the Arts, no. 4, 1972.
- (en) « How Time Acquired a Consummation », dans Apocalypse Theory and the End of the World, 1995, p. 21-37.

### Traduction
- Anton Schlefner (1817-1879), (de) Heldensagen der minussinschen Tartaren, sous le titre (en) Gold Khan. And other Siberian Legends, préface de Arthur Waley, Londres, Secker & Warburg, 1936 ; rééd. 1946 (choix de 15 légendes).

### Participation à un film
- Graham Townsley (réalisateur et scénariste), La Sorcellerie (titre original (en) The Witch hunt), coscénariste : Ed Fields, compositeur : Ciaran Farrell, acteurs : Margaret Belling, Laurie Flynn, Domonic Hewiit et al. ; participants : Norman Cohn, Ronald Hutton, Margot Adler et al., Évreux, Guilde Éditions Atlas, coll. « Magie divine : The "World of the supernatural" », 1999, 1 cass. vidéo (VHS), 55 min, coul., (SECAM). Version doublée en français, Non fiction films, 1995.